# Hippodrome de Belmont Park
Pour les articles homonymes, voir parc Belmont.
Belmont Park est un hippodrome situé à Elmont, dans l'État de New York, aux États-Unis, juste à l'est de la ville de New York. La piste a été ouverte le 4 mai 1905, c'est l'un des hippodromes les plus célèbres des Etats-Unis.
Belmont Park organise généralement des courses de fin avril à mi-juillet (connue sous le nom de réunion de printemps) et de mi-septembre à fin octobre (réunion d'automne). La piste est surtout connue pour accueillir début juin les Belmont Stakes, la troisième édition (et également considérée comme la plus difficile) de la Triple Couronne, surnommée le Test du Champion.
Avec l'hippodrome de Saratoga dans le nord de l'État de New York, Keeneland et Churchill Downs dans le Kentucky, ainsi que Del Mar et Santa Anita en Californie, Belmont est considéré comme l'un des meilleurs hippodromes d'Amérique du Nord.

## Événements notables
Le 4 juin 1923, le jockey américain Frank Hayes est devenu le premier et jusqu'à présent le seul à remporter une course après sa mort, lorsqu'il a subi une crise cardiaque et est décédé lors d'une course à Belmont Park. 
Belmont a accueilli son record d'affluence aux Belmont Stakes 2004, quand 120 139 spectateurs ont vu Smarty Jones se faire renverser par Birdstone dans sa tentative de Triple Couronne.

## Source de traduction
- (sv) Cet article est partiellement ou en totalité issu de l’article de Wikipédia en suédois intitulé « Belmont Park » (voir la liste des auteurs).